# Panamerikanska mästerskapen i taekwondo
Panamerikanska mästerskapen i taekwondo är mästerskapen i taekwondo i Amerika som vanligen arrangeras vartannat år. Den första upplagan arrangerades 1978 i Mexico City av Pan-American Taekwondo Union.

## Upplagor
| Nr | År   | Värdstad och land                      | Grenar |
| -- | ---- | -------------------------------------- | ------ |
| 1  | 1978 | Mexico City, Mexiko                    | 8      |
| 2  | 1982 | Ponce, Puerto Rico                     | 16     |
| 3  | 1984 | Paramaribo, Surinam                    | 8      |
| 4  | 1986 | Guayaquil, Ecuador                     | 16     |
| 5  | 1988 | Lima, Peru                             | 16     |
| 6  | 1990 | Bayamón, Puerto Rico                   | 16     |
| 7  | 1992 | Colorado Springs, USA                  | 16     |
| 8  | 1994 | Heredia, Costa Rica                    | 16     |
| 9  | 1996 | Havanna, Kuba                          | 16     |
| 10 | 1998 | Lima, Peru                             | 16     |
| 11 | 2000 | Oranjestad, Aruba                      | 16     |
| 12 | 2002 | Quito, Ecuador                         | 16     |
| 13 | 2004 | Santo Domingo, Dominikanska republiken | 16     |
| 14 | 2006 | Buenos Aires, Argentina                | 16     |
| 15 | 2008 | Caguas, Puerto Rico                    | 16     |
| 16 | 2010 | Monterrey, Mexiko                      | 16     |
| 17 | 2012 | Sucre, Bolivia                         | 16     |
| 18 | 2014 | Aguascalientes, Mexiko                 | 16     |
| 19 | 2016 | Querétaro, Mexiko                      | 16     |
| 20 | 2018 | Spokane, USA                           | 16     |
| 21 | 2021 | Cancún, Mexiko                         | 16     |
| 22 | 2022 | Punta Cana, Dominikanska republiken    | 16     |
| 23 | 2024 | Rio de Janeiro, Brasilien              | 16     |